# Thermoproteus
Thermoproteus es un género de arqueas del orden Thermoproteales. Estos procariotas son termófilos dependientes de sulfuros emparentados con los géneros Sulfolobus, Pyrodictium y Desulfurococcus. Son autótrofos y extremófilos, ya que pueden crecer en temperaturas de más de 95 °C.
En investigación, diversas especies de Thermoproteus son utilizadas como modelos de crenarquea. Son también hospedadores de numerosos virus morfológicamente muy variados.